# ビジャ・サンタ・リタ
ビジャ・サンタ・リタ(Villa Santa Rita)は、アルゼンチンの首都ブエノスアイレス自治市の西部にある地区（バリオ）である。コムーナ11に属しており、人口は33,850人である。
北側にビジャ・デル・パルケ地区が、東側にビジャ・ヘネラル・ミトレ地区が、南側にフローレス地区とフロレスタ地区が、西側にモンテ・カストロ地区がある。